# Juncus exiguus
Juncus exiguus là một loài thực vật có hoa trong họ Juncaceae. Loài này được (Fernald & Wiegand) Lint ex Snogerup & P.F.Zika mô tả khoa học đầu tiên năm 2002.